# SRCM M35

## Descripció
La SRCM M35 va entrar en servei en 1935, igual que la granada OTO M35 i la Breda M35, representant la nova generació de magranes de mà amb les quals el Regi Esercito va entrar a la Segona Guerra Mundial. Després de l'Armistici de Cassibile va ser adoptada com Handgranate 328 per les unitats del Heer i la Luftwaffe desplegades a Itàlia. Va estar en servei amb l'Exèrcit italià fins a finals de la dècada de 1980, al costat de la més moderna OD 82/ES, així com en les Forces Armades de Malta (subministrada per la MIATM).
La SRCM M35 és una granada ofensiva, que escampa esquerdills lleugers i letals en un radi menor respecte a la distància màxima de llançament, cobrint l'avanç del soldat que la va llançar sense ferir-ho. El seu abast màxim de llançament és de 20-25 m, mentre que el radi letal dels esquerdills és de 10-15 m. La seva carcassa està feta de xapa d'alumini i conté 43 g de trinitrotoluè i binitronaftalina, que al detonar produeixen esquerdills en fragmentar-se un filferro enrotllat en el seu interior. Té dos sistemes de seguretat, un de manual format per un passador de llautó amb mànec de goma i un altre automàtic format per una palanca d'alumini unida a una coberta exterior.

## Variants
- "de guerra": carcassa de color vermell.
- "de guerra - versió R.M.": carcassa de color blanc amb una línia vermella; carregada amb TNT.[5]
- "fumígena d'entrenament": carcassa de color groc durant la Segona Guerra Mundial i de color vermell en la postguerra; és recognoscible pels nombrosos forats grans en la seva carcassa.
- "fumígena" i "fumígena incendiària": per a ús en combat, sense forats, amb la meitat superior de la carcassa de color vermell i la meitat inferior de color negre, amb les lletres F i F1 respectivament impreses a la seva base.[6]
- "d'entrenament amb càrrega reduïda": carcassa de color vermell amb una línia marró i una línia blava, carregada amb 5 g de mescla fumígena i sense el rotllo de filferro per a fragmentació.
- "HE": carcassa de color vermell amb línia groga, d'alt poder explosiu i carregada amb TNT.

En la postguerra es van produir magranes amb carcasses pintades de color caqui en lloc de vermell, però conservant el codi de línies de color per a les diferents variants.

## Usuaris
- Regio Esercito
- Regia Marina
- Heer (Wehrmacht)
- Luftwaffe (Wehrmacht)
- Exèrcit italià
- Marina Milités
- Forces Armades de Malta